# Regilio Tuur
Regilio Benito Tuur (Paramaribo, 12 augustus 1967) is een Nederlands voormalig bokser. Hij werd in 1988 wereldberoemd door bij de Olympische Spelen in Seoel de toenmalig wereldkampioen Kelcie Banks binnen één ronde knock-out te slaan. Hij was WBO-titelhouder in het supervedergewicht.

## Levensloop

### Jeugd, opleiding en amateurperiode
Tuur groeide op in een gezin van tien kinderen. Zijn biologische vader (A. Tuur) verdween op jonge leeftijd uit zijn leven. Zijn moeder (E. R. van Samson) verhuisde met zijn stiefvader (H. Bendt) naar Nederland, waar ook Tuur uiteindelijk belandde en opgroeide in Rotterdam-West (Bospolder/Tussendijken). Hij verhuisde later naar Hoogvliet. Hij volgde diverse opleidingen: de mavo aan de Charles de Foucauld, daarna havo, mbo en Nima A marketing aan de Thomas More Hogeschool. De laatste opleiding maakte hij niet af omdat hij zich kwalificeerde voor de Olympische Spelen van 1988 en het succes dat daaruit voortkwam.
Zijn boksloopbaan kwam in 1987 van de grond, toen Tuur de bronzen medaille won bij de Europese Kampioenschappen voor amateurs. Een jaar later maakte hij, tegen de verwachting van vele kenners in, zijn Olympisch debuut. Op 18 september 1988 werd Regilio Tuur in één klap bekend. De op dat moment totaal onbekende Tuur sloeg in de eerste ronde van het Olympisch toernooi van Seoul in 1988 de toenmalige wereldkampioen Kelcie Banks knock-out. Daarna achtte Tuur zichzelf goed genoeg om naar New York te verhuizen en toe te treden tot de rijen der professionals. Hij dwong een contract af in het mekka der boks-legendes, Madison Square Garden, waar hij zijn professioneel debuut maakte.

### Profcarrière
Als professioneel bokser bokste Tuur in totaal 51 partijen: 46 overwinningen waarvan 38 op knock-out, één onbeslist en vier nederlagen. In 1991 won Tuur zijn eerste proftitel, het New York State kampioenschap. Vervolgens won Tuur op 4 december 1992 de Europese titel in Ahoy. Uiteindelijk maakte hij op 24 september 1994 zijn jongensdroom waar en veroverde Regilio Tuurrific! Tuur wederom in 'zijn' sportpaleis Ahoy' te Rotterdam de wereldtitel in het JR Lightweight (58,97 kilogram) van de World Boxing Organization (WBO), een van de 4 grote bonden in het profboksen, ten koste van de Amerikaan Eugene Speed. Hij verdedigde zijn titel 6 keer met succes en won de Ring der Kampioenen. Op 16 januari 1997 maakte Tuur bekend dat hij ging stoppen met zijn carrière als profbokser. De reden was onbekend.
In 2001 bokste hij nog enkele partijen, waarna hij definitief stopte om zich volledig op zijn andere passie te kunnen storten, de mode. Zijn eerste avontuur resulteerde in een faillissement.

### Privéleven
Na zijn bokscarrière kende Tuur een turbulent privéleven. Hij scheidde van zijn vrouw, waardoor het contact met zijn dochter tijdelijk verbroken werd.
In 2000 werd Tuur veroordeeld tot een celstraf van 5 maanden wegens mishandeling van zijn toenmalige vriendin.
In 2005 schreef hij met de hulp van auteur Ed Van Eden zijn autobiografie, Life part one, Waar de regen koud is.
Na een paar jaar te hebben doorgebracht in onder andere Nederland, verhuisde Tuur in 2008 wederom naar New York.
Hier begon hij aan wat hij omschreef als Life part two, The best is yet to come. Zijn interesses bevinden zich vooral in wellness, mode, design en moderne technologie, fotografie en human interest.

### Sterren Springen
In 2014 deed hij mee aan het tv-programma Sterren Springen. In het programma sprak hij alleen Engels, terwijl hij vloeiend Nederlands beheerst. Een dag later kwam er een storm van kritiek op sociale media over zijn weigering om Nederlands te spreken.